# Craig Gillespie
Craig Gillespie, född 1967, är en australisk filmregissör.

## Filmografi (i urval)
- 2007 – Lars and the Real Girl
- 2011 – Fright Night
- 2017 – I, Tonya
- 2021 – Cruella
- 2023 – Dumb Money